# Johanna Rosinski
Johanna Rosinski (* 27. Dezember 1894 im Deutschen Reich; † nach 1956) war eine deutsche Filmeditorin.

## Leben und Wirken
Über Rosinskis Herkunft und Ausbildung ist derzeit nichts bekannt. Johanna Rosinski war bereits über 40 Jahre alt, als sie erstmals allein verantwortlich den Schnitt eines Films vornehmen durfte. Im Dritten Reich war sie nur an wenigen prominenten Filmen beteiligt, allen voran während des Zweiten Weltkriegs der Komödie Der Gasmann mit Heinz Rühmann und dem Schauspielerdrama Der große Schatten mit Heinrich George. Gleich nach der Gründung der DDR trat sie in die Dienste der DEFA ein und schnitt nach der launigen Shakespeare-Verfilmung Die lustigen Weiber von Windsor das ambitionierte Mann-Drama aus der Zeit des Wilhelminismus, Der Untertan von Wolfgang Staudte, ihren bedeutendsten Film. Johanna Rosinski blieb noch bis in die ausgehenden 1950er Jahre aktiv, dann zog sie sich aufs Altenteil zurück.

## Filmografie
- 1937: Karussell
- 1938: Carmen (la de Triana), von Florián Rey
- 1939: Marietta (Marequilla Terremoto)
- 1939: Zwölf Minuten nach Zwölf
- 1939: Mein Mann darf es nicht wissen
- 1940: Falstaff in Wien
- 1941: Der Gasmann
- 1941: Der Meineidbauer
- 1942: Der große Schatten|
- 1943: Leichtes Blut
- 1943: Um neun kommt Harald
- 1944: Der Mann, dem man den Namen stahl
- 1944: Meine Herren Söhne
- 1950: Die lustigen Weiber von Windsor
- 1951: Der Untertan
- 1952: Das verurteilte Dorf
- 1952: Geheimakten Solvay
- 1953: Gefährliche Fracht
- 1954: Stärker als die Nacht
- 1955: Wer seine Frau lieb hat
- 1957: Der Fackelträger